# Toxorhina drysdalei
Toxorhina drysdalei är en tvåvingeart som beskrevs av Alexander 1937. Toxorhina drysdalei ingår i släktet Toxorhina och familjen småharkrankar. Inga underarter finns listade i Catalogue of Life.